# Sierra Entertainment
Sierra Entertainment je proizvodač računalnih-videoigara, distributer i izdavač videoigara aktivan od 1979. do 2008. Ime preživljava kao brand Vivendi SA (bivši Vivendi Universal). Sierra danas obuhvaća interne razvojne studije kod Massive Entertainmenta, Swordfish Studiosa, Radical Entertainmenta i High Moon Studiosa, i drži svoje razvojno i administrativno sjedište u Los Angelesu, vođeno od strane Marka Tremblaya i dio je Vivendi Games grupe, koja je dio Vivendi SA-a. 

## Povijest

### Početak
On-Line Systems, kako se Sierra Entertainment izvorno zvao, su osnovali 1979. Ken i Roberta Williams u njihom domu u predgrađu  Los Angelesa, Kalifornije. Nadahnuti tekstulno baziranom igrom MIT-a Adventure, tim muža i žene počeo je izmišljavati nove načine odskakivanja od osnovne ideje.
Koristeći posuđeno TRS-80 računalo, Williamsi su počeli gledati kroz većinu igara tog vremena. Mnoge su bile dobre, ali niti jedna od njih nije bila u mogućnosti ponuditi više od tekstualnog opisa koji se događao unutar same igre. Roberta je počela raditi na ideji igre koja bi udružila tekst i slike, i to prvi puta. Trebalo je Kenu preko mjesec dana da prevede Robertine rukom pisan koncept igre u prvu grafičko/tekstualnu avanturu, The Wizard and the Princess. Dostupna za Apple II, uzeli su si potpune blagodati uređajevih hi-res mogućnosti.
Znatni dio distribucije Wizard-a je bilo izvršeno osobno od strane Williamsovih. Industrija kućnih računala je bila u svom ranom djetinjstvu, pa su prve prodaje bile napravljene individualnim kupcima i malim računalnih hobi trgovinama. Potražnja je uskoro porasla, pod stiskom popularnosti Apple II. Unutar jedne godine, Williamsovi su preselili tvrtku u Oakhurst, Kalifornije i prihvatili Sierra On-Line kao ime nove djelatnosti. Po kraju 1981., The Wizard and the Princess je prodan u preko 60.000 komada.

### King's Quest: The First 3-D Animated Adventure
1983., IBM pristupio je Sierri da razvije igru koja bi iskazala novi IBM PCjr. Ovo "top secret" partnerstvo proizvelo je legendarni Kings Quest. Po prvi puta igrači su kontrolirani lika na ekranu koji je bio interaktivan s bojom, i s trodimenzionalnim sučeljem.
King's Quest I: Quest for the Crown je pripovijetka o Sir Grahamu i njegove potrage za tri čarobna blaga koji bi trebali biti vraćeni čarobnom Kraljevstvu Daventryja. Uspjeh izvornog King's Questa (poslije prenesena na druge platforme) staknula ih je da stvrore brojne avanturičke serijale igri bazirane na temu "Potrage" (Quest).

### 1990te
Počevši od 1990., Sierra je počela stjecati druge tvrtke, uz ostalo i Dynamix (1990.), Bright Star Technology (1992.), Coktel Vision (1993.) i Impressions Games (1995.). Tvrke koje su nadalje stećene su Green Thumb Software (1995.), subLOGIC (1995.) Arion Software (1995.), Papyrus Design Group (1995.), Berkeley Systems (1997.), Books That Work (1997.), PyroTechnix (1997.) i Headgate (1997.). Sierra je također stekla u svoje vlasništvo Pixellite Group 1995. i s tom akvizicijom i prava da Print Artist, računalni izdavački program koji je dopustio korisniku da napravi ispis slike visoke kvalitete, 1995.
1991. Sierra je započela online uslugu nazvanu "The Sierra Network". Prije World Wide Web-a, bilo je usporedivo s uslugama poput CompuServea ili Prodigyja osim osim što je sučelje bilo potpuno grafičko.
Sierra je postala javna tvrtka 1988.g., prodajući dionice pod NASDAQ-om i tako postajući Sierra On-Line Inc.
1994., Sierra je premjestila svoje sjedište u Bellevue, Washington za privlačenje više talenata.
U srpnju 1996., tvrtka je prodana CUC International-u; Ken Williams otišao je iz Sierra godinu dana poslije.
Bob Davidson je napustio Sierru nakon što je Williams otišao, ali uskoro, Davidson je napustio i sam CUC.
U međuvremenu, Sierrin menadžment se promijenio, i David Grenewetski, talentirani poslovni čovjek sa solidnim prijašnjim poslovnim bilješkama od strane nekih prijašnjih softwarskih tvrtki, je postao Sierrin CEO. Međutim, njegovo ime je kasnije bilo izgrđeno od strane Sierrinih obožavatelja zbog njegovih loših poslovnih odluka koje su teško pogodile tvrke za dosta godine koje bi došle.
Nakon tog šoka, Sierra i ostatak Cendant Softwarea koji je uključuje i Davidson & Associates i Knowledge Adventure, su prodane francuskom izdavaču Havas u studenom 1998., koji je naizmjence bio otkupljen od strane francuskog vodenog konglomerata Vivendi kasnije istog tog mjeseca.
1998, tvrtka se reorganizirala u pet distinktivne grupe:
1. Sierra Attractions-- Divizija koja će razviti serijale poput "Hoyle", "You Don't Know Jack" i ostale igre.
2. Sierra Home--Divizija koja će izdavati konzumersko-prijateljskih programa tipa "Sam svoj majstor" poput "Print Artist-a", "Hallmark Card Studios-a", "MasterCook serijala", itd.
3. Sierra Sports--Divizija koja će funkcionirati da izdaje serijale sportske zabave proizvedene od strane Papyrus Design Group i ostalih studija.
4. Sierra Studios--divizija koja je razvijala "velike" naslove poput "King's Quest" i korištena je bila kao izdavač Sierrinih igri. Glavni uredi divizije su bili u Bellevueu i razvojne grupe kod Impressions Softwarea i PyroTechnixa. Također je bila izdavač neovisnih proizvođača.
5. Dynamix, a Sierra Company--Ista tvrtka koja je bila kupljena 1990 specializirala u razvijanju 3D borbenih simulacijskih igri poput "Red Baron", "Starsiege" i "Pro Pilot", serijali igra simulatora leta.

Sierrina lokacija u Oakhurstu je preimenovana u Yosemite Entertainment 1998.

22. veljače, 1999., divizija unutar Sierra pod vodstvom David Grenewetski je rezultirala ugašenje nekih Sierrinih razvojnih studija. Najšokantnije je bilo zatvaranje Yosemite Entertainmenta. Taj dan je kasnije kod Sierrinih obožavatelja bio poznat kao "Black Monday," ili "Chainsaw Monday". Gašenje je došlo sa Sierrinim proglašenjem o značajnoj reorganizacijom tvrtke. Ostale razvojne grupe unutar Sierre poput PyroTechnixa, i Synergistica su bili ugašeni taj dan. Oko 250 ljudi po cijelom Sierrinom carsvu su bili otpušteni zbog tih promjena.
Još jedna reorganizacija divizija u Sierri je bila 1999., ali ovaj puta se reorganiziralo u "Core Games" (Sierra Studios), Sierra Sports (Sierra Attractions), i Casual Entertainment (Sierra Home). Još 105 radnika je otpušteno kao rezultat toga. Oko tog vremena, Sierra također i promijenila od toga što je bila jedna od glavnih proizvođača računalnih igri postala jedna od glavnih izdavača igri (za neovisne tvrtke).

### 2000te
Tvrtka je preimenovana u Sierra Entertainment 2002.
U lipnju 2004., Vivendi je reorganizirao Vivendi Universal igrače grupe, distribuirajući Sierra-ina djela ostalim jedinicama i naposljetku je u kolovozu zatvorena Sierra-ina Bellevue lokacija. Brand Sierre sada živi samo u imenu.

## Zanimljivosti
- Neovisna grupa poznata pod imenom AGD Interactive napravila je remake-ove i update verzije nekoliko Sierrinih klasičnih avantura iz 1980tih i 1990tih.

- Druga grupa, Hero6 koja je izvorno formirala i direktni rezultat odkazivanja Quest for Glory serijala igri. Hero6 je priznaza kao prava obožavateljsko ustanovljena igrača razvojna grupa.

- Kasnih 1990tih, mnoge Sierrine igre izrađene za Windows su imale prilično ozbiljan bug. Ako bi netko uninstalirao igru, uninstallacijska aplikacija bi obrisala važan DLL potreban za ispravnan rad Windowsa.

- Half Dome, poznati kameni monolit iz nacionalnog parka Yosemite), postavljen je kao logo tvrtke u ranim 1980tima.

### Sierrini proboji
- Mystery House: Prva tekstualna avantura koja je objedinjena s grafikom.
- King's Quest I: Prva "3D" igra
- King's Quest IV: Ciklus dan/noć, prva igra koja podupire stereo zvučnu karticu.
- King's Quest V: Prva igra u VGA sučelju, prva koja ima CD glasovnu glumu.
- Sierra Screamin' 3D: Sierra podupire 3D acceleraciju u igrama radeći i marketing za svoju vlastitu karticu.

## Sierrini razvojni studiji
- Massive Entertainment
- Radical Entertainment
- Swordfish Studios
- High Moon Studios

## Brendovi
- Sierra Online

## Ukinute Sierrine razvojne grupe
- Coktel Vision (dio Vivendi-a)
- Dynamix (zatvoren)
- Impressions Games (zatvoren)
- Bright Star Technology (zatvoren)
- Yosemite Entertainment (zatvoren)
- Synergistic Studios (zatvoren)
- Front Page Sports (zatvoren)
- Books That Work (zatvoren)
- Green Thumb Software (zatvoren)
- Papyrus Design Group (zatvoren)
- Headgate (prodan natrag prijašnjem vlasniku)
- Berkeley Systems (zatvoren)

### Proizvođači čije je igre izdavala Sierra
- Breakaway Games
- Evryware
- Game Arts
- The Whole Experience
- Nihon Falcom
- Relic Entertainment
- Stainless Steel Studios
- Valve
- Monolith Productions

## Sierrine igre

### Avanturističke igre
- Mystery House (1980., proizvedena 1979.,  ponovno izašla zahvaljući SierraVenture 1982.)
- Mission Asteroid (1980., ponovno izašla zahvaljući SierraVenture, 1982.)
- The Wizard and the Princess / Adventure in Serenia (1980., ponovno izašla zahvaljući SierraVenture 1982.)
- Cranston Manor (1981.)
- Ulysses and the Golden Fleece (1981., ponovno izašla zahvaljući SierraVenture 1982.)
- Time Zone (1982., proizvedena 1981., ponovno izašla zahvaljući SierraVenture 1982.)
- The Dark Crystal (1982.)
- Gelfling Adventure (1984.)
- Mickey's Space Adventure (1984.)
- The Black Cauldron (1984.,  ponovno izašla 1986.)
- Winnie the Pooh in the Hundred Acre Wood (1984.)
- Dragon's Keep (1983.)
- Troll's Tale (1983.)
- Gold Rush! (1988.)
- Codename: Iceman (1989.)
- The Adventures of Willy Beamish (1991.)
- Heart of China (1991)
- Freddy Pharkas: Frontier Pharmacist (1993.)
- Betrayal at Krondor (1993.)
- Slater & Charlie Go Camping (1993.)
- Urban Runner (1995.)
- Torin's Passage (1995.)
- Stay Tooned! (1996.)
- RAMA (1996.)
- Lighthouse: The Dark Being (1996.)
- Betrayal in Antara (1997.)

- King's Quest serijal
  1. King's Quest I: Quest for the Crown (1984., proizvedena 1983., ponovno izašla 1987., poboljšana verzija 1989.)
  2. King's Quest II: Romancing the Throne (1985.)
  3. King's Quest III: To Heir Is Human (1986.)
  4. King's Quest IV: The Perils of Rosella (1988.)
  5. King's Quest V: Absence Makes the Heart Go Yonder! (1990., CD-ROM verzija 1991.)
  6. King's Quest VI: Heir Today, Gone Tomorrow (1992., CD-ROM verzija 1993.)
  7. King's Quest VII: The Princeless Bride (1994.)
  8. King's Quest VIII: The Mask of Eternity (1998.)

- Space Quest serijal
  1. Space Quest I: The Sarien Encounter (1986., poboljšana verzija 1990.)
  2. Space Quest II: Vohaul's Revenge (1987.)
  3. Space Quest III: The Pirates of Pestulon (1989.)
  4. Space Quest IV: Roger Wilco and the Time Rippers (1991.)
  5. Space Quest V: Roger Wilco in the Next Mutation (1993.)
  6. Space Quest 6: The Spinal Frontier (1995.)

- Leisure Suit Larry serijal
  1. Softporn Adventure (1981., precursor to Leisure Suit Larry)
  2. Leisure Suit Larry In the Land of the Lounge Lizards / Leisure Suit Larry 1 (1987., poboljšana verzija 1991.)
  3. Leisure Suit Larry Goes Looking for Love (In Several Wrong Places) / Leisure Suit Larry 2 (1988.)
  4. Leisure Suit Larry 3: Passionate Patti in Pursuit of the Pulsating Pectorals (1989.)
  5. Leisure Suit Larry 4 (nije napisana, nije izašla - broj je preskočen kao gag)
  6. Leisure Suit Larry 5: Passionate Patti Does a Little Undercover Work (1991.)
  7. Laffer Utilities (1992.)
  8. Leisure Suit Larry 6: Shape Up or Slip Out! (1993.)
  9. Leisure Suit Larry 7: Love for Sail (1995.)
  10. Leisure Suit Larry's Casino (1998.) (igra nije avantura, već spinoff u Vegas stilu)
  11. Leisure Suit Larry 8: Lust in Space (nije izašla)
  12. Leisure Suit Larry: Magna Cum Laude (2004.), nije napravljena od strane Ala Lowea

- Lords of Magic (1998.)

- Police Quest serijal
  1. Police Quest: In Pursuit of the Death Angel (1987., poboljšana verzija 1991.)
  2. Police Quest II: The Vengeance (1988.)
  3. Police Quest III: The Kindred (1990.)
  4. Police Quest IV: Open Season (1993.)

- Manhunter serijal
  1. Manhunter: New York (1988.)
  2. Manhunter 2: San Francisco (1989.)

- Laura Bow serijal
  1. The Colonel's Bequest (1989.)
  2. Laura Bow II: The Dagger of Amon Ra (1991.)

- Conquests serijal
  1. Conquests of Camelot: King Arthur, The Search for the Grail (1989.)
  2. Conquests of the Longbow: The Adventures of Robin Hood (1992.)

- Quest for Glory serijal (prvobitni Hero's Quest)
  1. Quest for Glory I (a.k.a. Hero's Quest I): So You Want to be a Hero (1989., poboljšana verzija 1991.)
  2. Quest for Glory II (a.k.a. Hero's Quest II): Trial by Fire (1990.)
  3. Quest for Glory III: Wages of War (1992.)
  4. Quest for Glory IV: Shadows of Darkness (1994.)
  5. Quest for Glory V: Dragon Fire (1998.)

- EcoQuest serijal
  1. EcoQuest: The Search for Cetus (1991.)
  2. EcoQuest 2: Lost Secret of the Rainforest (1993.)

- Gabriel Knight serijal
  1. Gabriel Knight: Sins of the Fathers (1993.)
  2. Gabriel Knight 2: The Beast Within (1995.)
  3. Gabriel Knight 3: Blood of the Sacred, Blood of the Damned (1999.)

- Phantasmagoria serijal
  1. Phantasmagoria (1995.)
  2. Phantasmagoria II: A Puzzle of Flesh (1996.)

- Shivers serijal
  1. Shivers (1996.)
  2. Shivers 2: Harvest of Souls (1997.)

### Ostale značajne igre
- Sammy Lightfoot (1983.)
- Donald Duck's Playground (1984.)
- Mixed-Up Mother Goose (1987.)
- Jones in the Fast Lane (1991.)
- Quarky & Quaysoo's Turbo Science (1992.)
- Pepper's Adventures in Time (1993.)
- Grand Prix Legends' (1998.)'
- The Realm Online
- Sierra Championship Boxing
- Ultima II: Revenge of the Enchantress
- No One Lives Forever (serijal)
- Red Baron (proizveo Dynamix)
- Aces of the Pacific
- SWAT (serijal)
- NASCAR Racing
- Tribes: Aerial Assault
- Metal Arms: Glitch in the System
- Homeworld i Homeworld 2
- Half-Life i Half-Life 2

- 3-D Ultra Pinball  serijal
  1. 3-D Ultra Pinball (1996.)
  2. 3-D Ultra Pinball: Creep Night (1996.)
  3. 3-D Ultra Pinball: The Lost Continent (1998.)
  4. 3-D Ultra Pinball: Thrill Ride (2000.)

- Dr. Brain serijal
  1. Castle of Dr. Brain (1991.)
  2. Island of Dr. Brain (1992.)
  3. The Lost Mind of Dr. Brain (1995.)
  4. The Time Warp of Dr. Brain (1996.)
  5. Dr. Brain Thinking Games: Puzzle Madness (1998.)

- The Incredible Machine serijal (proizveo Dynamix)
  1. The Incredible Machine (1992.)
  2. The Even More Incredible Machine (1993.)
  3. Sid & Al's Incredible Toons (1993.)
  4. The Incredible Machine 2 (1994.)
  5. The Incredible Toon Machine (1994.)
  6. The Incredible Machine 3.0 (1995.)
  7. Return of the Incredible Machine: Contraptions (2000.)
  8. The Incredible Machine: Even More Contraptions (2001.)

- City Building serijal
  1. Caesar (1993.)
  2. Caesar II (1995.)
  3. Caesar III (1998.)
  4. Pharaoh (1999.) i Cleopatra: Queen Of The Nile (2000.)
  5. Zeus: Master of Olympus (2001.) i Poseidon: Master of Atlantis (2002.)
  6. Emperor: Rise of the Middle Kingdom (2003.)

- Football Pro serijal
- Baseball Pro serijal
- Outpost serijal
  1. Outpost (1994.)
  2. Outpost 2: Divided Destiny (1997.)

- Hoyle's serijal
  1. Hoyle's Official Book of Games: Volume 1 (1989.)
  2. Hoyle's Official Book of Games: Volume 2 (1990.)
  3. Hoyle's Official Book of Games: Volume 3 (1991.)
  4. Hoyle Casino
  5. Hoyle Board Games
  6. Hoyle Card Games
  7. Hoyle Kids Games
  8. Hoyle Puzzle Games
  9. Hoyle Table Games
  10. Hoyle Solitaire (1996.)
  11. Hoyle Majestic Chess (2003.)
  12. Hoyle Backgammon and Cribbage (1999.)
  13. Hoyle Casino Empire (2002.)
- Evil Genius (2004.)

- Field & Stream serijal
  1. Field & Stream: Trophy Bass 3D
  2. Field & Stream: Trophy Bass 4
  3. Field & Stream: Trophy Buck 'n Bass 2
  4. Field & Stream: Trophy Hunting 4
  5. Field & Stream: Trophy Hunting 5

## Vanjske poveznice
- Sierrina službena web stranica
- Vivendi Universal Games  Arhivirana inačica izvorne stranice od 18. svibnja 2008. (Wayback Machine)